# Равський
Ра́вський (пол. Rawski) — прізвище.

## Відомі носії
- Вінцент Равський (старший) — архітектор.
- Вінцент Равський (Вінцент Равський молодший) — архітектор, син Вінцента Равського старшого.
- Вітольд Равський — архітектор, реставратор.
- Казімеж Равський — архітектор, син Вінцента Равського старшого.